# Teófilo Dueñas
Teófilo Dueñas Samper (Puertollano, Ciudad Real, España, 11 de agosto de 1946) es un exfutbolista español que se desempeñaba como delantero.
Teófilo Dueñas fue el autor de los dos goles ante el Leeds United en el último partido de la Copa de Ciudades en Ferias en 1971, donde el FC Barcelona se quedó con el trofeo en propiedad.

## Clubes
| Club               | País   | Año       |
| ------------------ | ------ | --------- |
| Calvo Sotelo C. F. | España | 1966-1967 |
| Rayo Vallecano     | España | 1969-1970 |
| F. C. Barcelona    | España | 1970-1972 |
| Granada C. F.      | España | 1972-1977 |